# Diacamma baguiense
Diacamma baguiense är en myrart som beskrevs av Wheeler och Chapman 1925. Diacamma baguiense ingår i släktet Diacamma och familjen myror. Inga underarter finns listade i Catalogue of Life.